# John Harper (Ingenieur)
John Harper (* 11. November 1937) ist ein britischer Ingenieur im Ruhestand mit Schwerpunkt Informatik. Er interessiert sich für die Geschichte der Kryptographie, insbesondere für die Turing-Bombe, eine elektromechanische Maschine, mit der britischen Codebreakers während des Zweiten Weltkriegs im englischen Bletchley Park (B.P.) der Bruch der deutschen Rotor-Schlüsselmaschine Enigma gelang.

## Leben

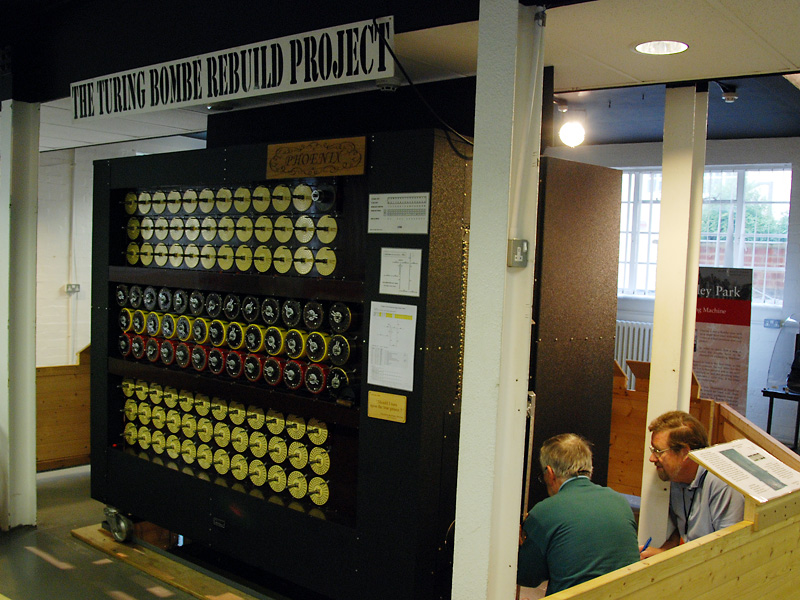
Frontansicht der Turing-Bombe in Bletchley Park

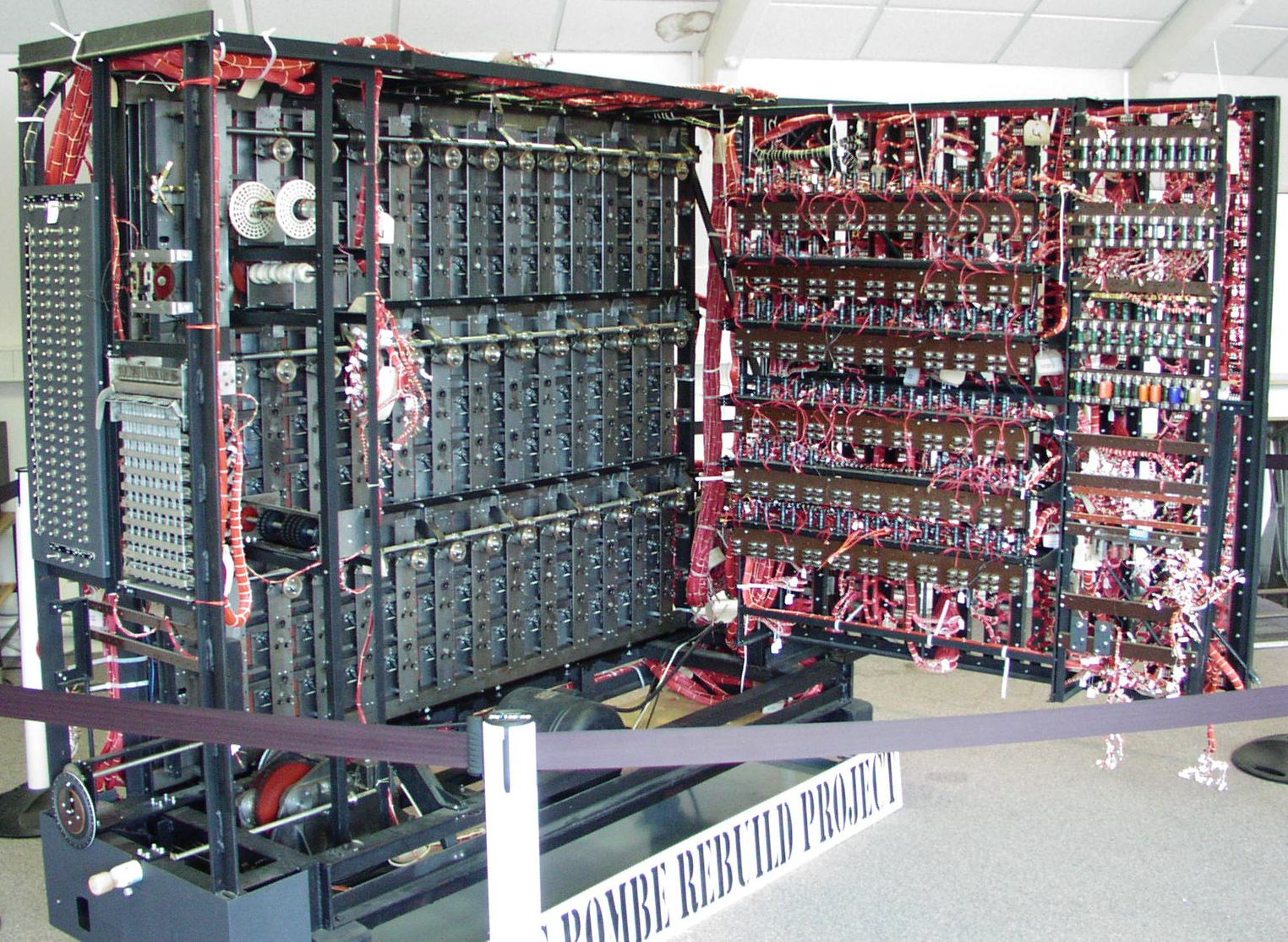
Rückansicht der Turing-Bombe in Bletchley Park

John wurde in West Ealing, einem Stadtteil der britischen Hauptstadt London geboren und arbeitete für den britischen Computer-Hersteller International Computers Limited (ICL). Während seiner Freizeit leitete er ab 1995 über mehr als zehn Jahre lang ein Team aus bis zu 60 Freiwilligen, das sich unter dem Titel „The Turing Bombe Rebuild Project“ (deutsch „Turing-Bombe-Nachbau-Projekt“) den Wiederaufbau einer originalgetreuen Replik dieser Entzifferungsmaschine zum Ziel setzte und im Jahr 2007 abschloss. Am 17. Juli des Jahres wurde in einem kleinen Festakt in Anwesenheit von John Harper und einiger ehemaliger Wrens (weibliche Mitarbeiterinnen, die im Krieg die Bombes bedient hatten) der voll funktionsfähige Nachbau einer Turing-Bombe durch Edward, den Herzog von Kent, offiziell in Betrieb genommen. Er ist am Originalschauplatz ausgestellt und der Öffentlichkeit zugänglich.